# Douglas McDonald (roer)
Douglas John McDonald (født 11. maj 1935 i Thorsby, Canada) er en canadisk tidligere roer.
McDonald var med i Canadas otter, der vandt sølv ved OL 1956 i Melbourne, kun besejret i finalen af USA. Australien sikrede sig bronzemedaljerne. Besætningen i canadiernes båd blev desuden udgjort af Bill McKerlich, Philip Kueber, Robert Wilson, David Helliwell, Richard McClure, Donald Pretty, Lawrence West og styrmand Carlton Ogawa.
McDonald var, ligesom de øvrige medlemmer af canadiernes 1956-otter, studerende ved University of British Columbia i Vancouver.

## OL-medaljer
- 1956:  Sølv i otter